# پائولو برتولوچی
پائولو برتولوچی (انگلیسی: Paolo Bertolucci؛ زاده ۳ اوت ۱۹۵۱) یک تنیس‌باز اهل ایتالیا است.